# Grande Mosquée de Divriği
La Grande Mosquée de Divriği (en turc : Divriği Ulu Camii), à Divriği (province de Sivas, Turquie), fut construite en 1299. L'architecte est Hürremchah d'Ahlat, et celui qui commanda sa construction est Ahmet Chah, régnant alors sur le beylik de Mengücek. Les inscriptions sur les murs incluent des louanges du sultan seldjoukide de Roum Kay Qubadh Ier. La mosquée est réputée pour la richesse de son décor extérieur : motifs géométriques et oiseaux bicéphales sculptés.